# Aldana Cometti
Aldana Cometti (* 3. März 1996 in Buenos Aires-Caballito) ist eine argentinische Fußballspielerin.

## Karriere

### Klub
In ihrer Jugend spielte sie von 2010 bis 2012 unter anderem bei CA Independiente. Ihre erste Station in ihrer Karriere als Erwachsene war dann im Jahr 2013 River Plate, im Sommer 2014 wechselte sie von dort zu Boca Juniors und nach zwei Spielzeiten hier, verließ sie ihr Heimatland und unterschrieb in Spanien beim FC Granada. Nach nur einer Saison kehrte sie aber nach Südamerika zurück, wo sie diesmal bei Atlético Huila in Kolumbien kurzzeitig aktiv war. Ab Januar 2019 schloss sie sich zurück in Spanien dem FC Sevilla an. Dort blieb sie bis zum Ende der Spielzeit 2019/20 und machte dann den Wechsel zu UD Levante. Seit der Saison 2022/23 steht sie beim Madrid CFF unter Vertrag.

### Nationalmannschaft
Ihr Debüt bei der A-Nationalmannschaft hatte sie im Jahr 2014 und nahm im selben Jahr dann auch an der Copa América 2014 teil. Hier wurde sie in allen Partien eingesetzt und erzielte ein Tor. Mit dem vierten Platz in der Endrunde, verpasste ihre Mannschaft aber die Qualifikation für die WM 2015. Weitere Einsätze von ihr sind dann erst wieder von der Copa América 2018 bekannt, wo sie diesmal den Platz für das interkontinentale Playoff erreichte und dort im Hin- und Rückspiel mit ihrer Mannschaft Panama bezwang. Damit ging es für sie erstmals zu einer WM. Bei der Ausgabe im Jahr 2019 kam sie dann auch in allen drei Partien ihrer Mannschaft zum Einsatz. Nach diesem Turnier folgten im selben Jahr dann auch noch die Panamerikanischen Spiele, wo sie mit ihrer Mannschaft die Silber-Medaille gewann.
Danach folgten in den nächsten Jahren weitere Einsätze bei Freundschaftsspielen und Einladungsturnieren. Zum dritten Mal bei einer Copa América war sie dann bei dem Turnier im Jahr 2022 dabei. Durch den Gewinn des Spiels um den dritten Platz sicherte die Mannschaft sich dann auch einen direkten Startplatz bei der Weltmeisterschaft 2023.
Sie wurde dann auch am 8. Juli 2023 für den finalen Kader bei der WM 2023 nominiert.

## Erfolge
Atlético Huila
- Copa Libertadores: 2018